# マーケットエンタープライズ
株式会社マーケットエンタープライズ（英: Marketenterprise Co.,Ltd.）は東京都中央区に本社を置き、「持続可能な社会を実現する最適化商社」をビジョンに掲げ、ネット型リユース事業を中心に、メディア事業、モバイル通信事業を展開する日本の企業。

## 概要
2004年11月に創業し、2006年7月に設立。ネット型リユース事業、メディア事業、モバイル通信事業を中心に多角的に事業を展開   。2025年6月現在、グループ会社5社、国内19拠点、海外1拠点に事業拠点をもつ。
ネット型リユース事業では、店舗型のリサイクルショップとは異なり、販売店舗を持たず、インターネットに特化して不要品の買取・販売を行っている。総合買取サイトである「高く売れるドットコム」を中心に各商品別に約30の買取専門サイトを運営しながらも、主要都市に買取専用の事業拠点であるリユースセンターを配備することで、日本全国から不要品の買取を行っている。また、販売は「Yahoo!オークション」「楽天市場」「Amazon」といった主要なインターネットマーケットプレイスに「ReRe」の屋号で出店している。
メディア事業では、多様化する消費行動に対し、最適な選択肢を提供するための通信・趣味・リユースに関するオウンドメディアから農機具の流通に関するプラットフォームまで複数のインターネットメディアを運営。
通信事業は、連結子会社である株式会社MEモバイルが「カシモ」というサービス名でモバイルデータ通信サービスWiMAXを販売している。

### 取り扱いジャンル一覧
エアガン、オーディオ、カメラ、ギター、ゴルフクラブ、サックス、スマートフォン、スポーツ、ナビ、バイク、パソコン、フィギュア、ブランド、メンズブランド、医療機器、液晶テレビ、家具、楽器、家電、教材、建機、車、自転車、鉄道模型、釣具、電動工具、時計、農機具、美容機器
※五十音順

## 拠点

### 国内拠点
東京本社を含め、全国各地19箇所に拠点を持つ。

### 海外拠点
オフショア開発拠点として2020年5月、ベトナムに子会社を設立。

## 沿革
- 2006年
  - 7月　株式会社マーケットエンタープライズ設立
  - 7月　フリーマーケット事業開始
  - 7月　格安電池ドットコム開始
- 2007年
  - 7月　ネット型リユース事業開始
  - 10月　業務拡大につき、本社移転
  - 11月　日本初出店料無料のチャリティーフリーマーケット開催
- 2008年
  - 10月　カテゴライズされた高く売れるドットコム開始
- 2009年
  - 2月　2008年度ベストベンチャー100選出
  - 6月　売上1億円突破
- 2010年
  - 2月　業務拡大につき、本社移転
  - 12月　東京リユースセンター開設
- 2011年
  - 2月　Yahoo!オークションベストストア新人賞受賞
  - 6月　一括比較メディアオープン
- 2012年
  - 2月　Yahoo!オークション2011年年間ベストストア受賞
  - 2月　累計買取依頼数100,000件突破
  - 3月　大阪リユースセンター開設
- 2013年
  - 1月　名古屋リユースセンター開設
  - 2月　Yahoo!オークション2012年年間ベストストア受賞
  - 4月　一般社団法人 日本流通自主管理協会(AACD)加盟
  - 7月　横浜リユースセンター開設
  - 10月　株式会社オークファンへフリーマーケット事業を譲渡
- 2014年
  - 4月　ヤフオク!2013年年間ベストストア受賞
  - 6月　福岡リユースセンター開設
- 2015年
  - 2月　ヤフー株式会社運営の「Yahoo!買取」で法人向け在庫買取サービス提供開始
  - 3月　ヤフオク!2014年年間ベストストア受賞
  - 3月　埼玉リユースセンター開設
  - 6月　東証マザーズへ上場
  - 8月　業務拡大につき本社を中央区京橋に移転
  - 10月　神戸リユースセンター開設
- 2016年
  - 3月　累計買取依頼数1,000,000件突破
  - 4月　仙台リユースセンター開設
  - 6月　徳島オフィス開設
  - 6月　Amazon.co.jpへの買取サービス提供開始
  - 8月　富裕層向け買取コンシェルジュサービス「プライベートバイヤー」開始
  - 8月　子会社MEモバイル設立
  - 9月　MEモバイルが携帯サービス「カシモ」スタート
- 2017年
  - 7月　宅配レンタルサービス「ReReレンタル」スタート
  - 9月　西東京リユースセンター開設
- 2018年
  - 1月　札幌リユースセンター開設
  - 2月　ヤフオク!ベストストアアワード2017 年間ベストストア総合グランプリ受賞
- 2019年
  - 1月　リユース総合情報サイト「おいくら」事業承継
  - 1月　アウトレットモール情報メディア「OUTLET JAPAN」を事業譲受
  - 2月　ヤフオク!ベストストアアワード2018 年間ベストストア総合グランプリ受賞
  - 5月　京橋ブランチ開設
  - 8月　格安SIM・スマートフォン情報サイト「SIMCHANGE」事業譲受
  - 10月　三菱UFJ信託銀行株式会社と業務提携
  - 11月　日本法人ポラリスジャパン株式会社と業務提携
- 2020年
  - 2月　国内最大級の修理業者情報プラットフォーム「最安修理ドットコム」事業譲受[3]
  - 2月　ヤフオク!ベストストアアワード2019 年間ベストストア総合グランプリ受賞
  - 4月　子会社 株式会社MEトレーディング 設立
  - 4月　子会社 株式会社UMM 設立
  - 5月　海外子会社 MARKETENTERPRISE VIETNAM CO., LTD. 設立
  - 5月　株式会社旺方トレーディングが展開する中古農機具の買取・海外輸出等に関する事業全般を株式会社MEトレーディングが事業譲受[4]
  - 5月　インターネットで農機具売買を行う「JUM 全国農機具市場」を株式会社UMMが事業譲受[5]
  - 6月　「JUM 全国中古農機市場」が「中古農機市場UMM」にサービス名称変更[6]
  - 8月　株式会社三好不動産とおいくらが協業開始[7]
  - 9月　株式会社AMBITIONとおいくらが業務提携[8]
- 2021年
  - 2月　東証1部に市場変更[9]
  - 3月　ヤフオク!ベストストアアワード2020で最多となる5つの部門賞を受賞
  - 6月　内閣府「地方創生SDGs官民連携プラットフォーム」に参画
  - 6月　「おいくら」が恵庭市と自治体では全国初となる連携協定を締結
  - 7月　いなべ市と持続可能な循環型社会形成を目的とした包括協定を締結
  - 7月　「おいくら」が買取一括査定アプリをリリース
  - 8月　当社が出資する株式会社ミナオシが法人ジェネレーションサービス「ミナオシ」の本格運用を開始
  - 9月　「おいくら」が川崎市とリユース事業を開始
  - 10月　茨城県にマシナリーの新拠点開設
  - 11月　茨城県の新拠点・北関東リユースセンターからEU向け輸出を開始
  - 12月　「おいくら」が墨田区とリユース事業を開始
- 2022年
  - 3月　ヤフオク!ベストストアアワード2021で総合賞第2位ならびに4つの部門賞を受賞
  - 4月　「おいくら」が神戸市とリユース事業を開始
  - 4月　東京証券取引所の新市場区分「東証プライム」に移行
  - 4月　ファーマリー社が展開する中古農機具の買取・販売事業を譲受
  - 6月　川越市と楽器寄附ふるさと納税を開始
  - 8月　「おいくら」が深谷市とリユース事業を開始
  - 9月　「おいくら」が東村山市とリユース事業を開始
  - 10月　「おいくら」がひたちなか市とリユース事業を開始
  - 10月　千葉リユースセンターを開設
  - 10月　「おいくら」が坂戸市とリユース事業を開始。環境省により「令和4年度　使用済み製品等のリユースに関する自治体モデル実証事業」に選定
  - 10月　「おいくら」が西宮市とリユース事業を開始
  - 10月　「おいくら」が大阪市とリユース事業を開始
  - 11月　「おいくら」が所沢市とリユース事業を開始
  - 11月　「おいくら」が藤枝市とリユース事業を開始
  - 12月　「おいくら」が渋谷区とリユース事業を開始
  - 12月　「おいくら」が北区とリユース事業を開始
  - 12月　「おいくら」が倶知安町とリユース事業を開始
  - 12月　「おいくら」が福島市とリユース事業を開始
- 2023年
  - 2月　「カシモWiMAX」が価格.com「モバイル回線プロバイダ 人気ランキング2022年」で総合ランキング1位を獲得
  - 3月　福島県と中古農機具を用いたリユース連携を開始
  - 5月　本社オフィス増床及び京橋ブランチ移転
  - 5月　品川リユースセンター五反田TOC店開設
  - 9月　広島リユースセンター開設
  - 9月　大阪リユースセンター東住吉店開設
  - 9月　「高く売れるドットコム」が車の買取を開始
  - 11月　錦糸町支社開設
  - 12月　日本テレビ「ZIP!」の「?よミトく!」で「おいくら」が紹介

- 2024年
  - 2月　「おいくら」導入自治体が100自治体を突破
  - 2月　品川リユースセンター五反田TOC店　ビル閉館に伴う撤退
  - 2月　茨城県県西8市と包括連携協定を締結
  - 3月　「Yahoo!オークションBest Store Awards 2023」で総合賞第4位・3部門で部門賞1位
  - 5月　TBS「それSnow Manにやらせてください」で撮影協力
  - 6月　カシモWiMAXの保有回線が10万回線を突破
  - 7月　本社を東京都中央区銀座に移転
  - 9月　「高く売れるドットコム」がバイク王と業務提携を開始
  - 9月　「高く売れるドットコム」がNTTデータ・スマートソーシング運営の不動産サイト「HOME4U」と業務提携を開始
  - 10月　「カーウルトラ」正式リリース
  - 10月　磐田市・袋井市・森町らと6者間リユース事業協定締結
  - 11月　フジテレビ「ぽかぽか」で査定協力
  - 11月　「おいくら」42都道府県・200自治体と連携
  - 12月　成田空港と連携
  - 12月　「高く売れるドットコム」24の買取専門サイトリニューアル
- 2025年
  - 1月　「おいくら」加盟店が1000店舗を突破
  - 2月　二本松市・本宮市・大玉村・安達地方広域行政組合と5者間リユース事業締結
  - 3月　日本テレビ「ZIP!」で「おいくら」が紹介
  - 3月　「Yahoo!オークションBest Store Awards 2024」で総合賞第1位・4部門で部門賞獲得
  - 3月　日本テレビ「News every.」で「おいくら」が紹介
  - 3月　日本テレビ「Oha!4 NEWS LIVE」で「おいくら」が紹介
  - 3月　東大松尾研発スタートアップのWanderlustとAIエージェント活用の開発開始
  - 4月　NHK「おはよう日本」で楽器寄付ふるさと納税が紹介
  - 4月　一般社団法人 日本リユース業協会 会長に小林社長が就任
  - 5月　環境省「リユース促進に向けた懇談会（第4回）」に小林社長が出席
  - 5月　「スマホ高く売れるドットコム」サービス提供再開
  - 6月　フジテレビ「ぽかぽか」に「高く売れるドットコム」バイヤーが生出演

## 関係会社
連結子会社
- 株式会社MEモバイル ー WiMAXを展開
- 株式会社MEトレーディング ー 中古農機具の買取代行及び国内や海外販売、輸出の代行
- 株式会社UMM ー 農機具に特化したインターネットマーケットプレイスの企画、運営
- MARKETENTERPRISE VIETNAM CO., LTD. ー MEグループ各社に関するITシステム基盤のオフショア開発拠点

## 受賞歴
- 「シンプルスタイル大賞2021」の「サービス・空間部門」で特別賞受賞
- Gomez　IRサイトランキング2020　初選出
- 全上場企業ホームページ充実度ランキング　総合ランキング優秀サイト及び優秀サイト及び新興市場ランキング最優秀サイトに選出（2019年、2020年）
- リンクアンドモチベーションチームアワード2020　受賞（2020）
- ヤフオク！Best Store Awards　総合賞第1位（2017、2018、2019）
- Yahoo!オークションBest Store Awards　総合賞第1位（2024）
- 2019年インターネットIR表彰　優良賞受賞（2019）
- 有限責任監査法人トーマツ[Deloitte Touche Tohmatsu] 日本テクノロジー Fast50 受賞 (2015、2016、2017)
- 有限責任監査法人トーマツ[Deloitte Touche Tohmatsu] アジア太平洋地域テクノロジー Fast 500 受賞 (2015、2016、2017)
- 新日本有限責任監査法人 EY Entrepreneur Of The Year 2013 Japan 日本代表候補
- 新日本有限責任監査法人 Job Creation　2013～2015年度 3年連続　受賞
- 中小企業基盤整備機構 Japan Venture Awards中小機構理事長賞 2015年度　受賞
- ベストベンチャー100 北尾賞 2013年度　受賞
- エコビジネス100　「環境問題をエコビジネスで解決する100社」　受賞
- 就活AWARD2012 「学生が就職すべき、働きがいのある成長企業」　受賞
- 価格.com「モバイル回線プロバイダ 人気ランキング2022年」でカシモWiMAXが総合ランキング1位獲得